# الوا، کلاکماننشر
الوا، کلاکماننشر (به انگلیسی: Alva, Clackmannanshire) یک شهرک در اسکاتلند است که در کلاکماننشر واقع شده‌است. الوا ۵٬۱۸۱ نفر جمعیت دارد.